# José Marques
José Marques (ur. 11 listopada 1967) – portugalski zapaśnik walczący w stylu klasycznym. Olimpijczyk z Seulu 1988, gdzie zajął siedemnaste miejsce w wadze muszej.
Dziewiąty na mistrzostwach świata w 1987 roku.

## Letnie Igrzyska Olimpijskie 1988
| Konkurencja          | Rundy eliminacyjne       | Rundy eliminacyjne   | Klas. końcowa |
| Konkurencja          | Przeciwnik I             | Przeciwnik II        | Miejsce       |
| -------------------- | ------------------------ | -------------------- | ------------- |
| 52 kg styl klasyczny | Peter Stjernberg (SWE) P | Lee Jae-seok (KOR) P | 17.           |